# コンスタンティヌス3世
フラウィウス・クラウディウス・コンスタンティヌス（ラテン語: Flavius Claudius Constantinus, ? - 411年9月18日以前）は、407年に駐在地のブリタンニアでローマ軍団によってローマ皇帝コンスタンティヌス3世として宣言された人物（在位：407年 - 411年）。409年にホノリウスから共同皇帝として承認されたが、411年に敗北して処刑された。

## 人物
405年から406年にかけてガリア地方で蛮族の大規模な侵入があり、モゴンティアークムの駐屯地は蛮族に制圧されていた。ガリアのローマ軍団は皇帝ホノリウスに援軍を要請していたが、ホノリウスはラヴェンナの守りを固めることを優先してガリアへの援軍を派遣することを拒絶していた。
ブリタンニアのローマ軍団はホノリウスを「アウグストゥスには相応しくない無能な人物」とみなし、406年には兵士の一人マルクスを、407年には貴族グラティアヌスを、ホノリウスに代わる皇帝として宣言した。しかしマルクスもグラティアヌスもブリタンニアの軍団を満足させることはできなかったようで、まもなく軍団によって殺されてしまい、407年にコンスタンティヌスが新たな皇帝として宣言された。
皇帝となったコンスタンティヌスは迅速に行動を開始し、ブリタンニアの部隊を引き連れてブルターニュへ上陸すると、ライン川の守りを固めてガリアを混乱から回復した。コンスタンティヌスはガリアに加えヒスパニアの軍団からも皇帝として歓迎された。コンスタンティヌスの拠点はガリアのアルルへと移された。
ラヴェンナのホノリウスは、ホノリウスを見限った各地の軍団と、彼らの支持するコンスタンティヌスとを討伐するようヴァンダル族出身の将軍スティリコに命じた。ヒスパニアはホノリウスの父テオドシウス1世の誕生地で、まだテオドシウスの親族が多く残っていたので、スティリコは彼らを蜂起させて東と西からコンスタンティヌスを挟撃しようと考えた。これに対しコンスタンティヌスは息子コンスタンス2世に副帝、コンスタンス2世の弟ユリアヌスにノビリッシムスの称号を与えてヒスパニアへと派遣し、テオドシウスの一族を捕らえてコンスタンティノープルへ追放した。
スティリコは勇猛で知られたゴート人の将軍サルスを派遣してコンスタンティヌスを大いに苦しめたが、宮廷の陰謀に巻き込まれたスティリコは408年にホノリウスによって処刑されてしまう。戦線は崩壊し、ホノリウスはコンスタンティヌスを共同皇帝として受け入れる条件での講話を提案せざるを得なかった。コンスタンティヌスはホノリウスとの和睦を受け入れて彼の共同皇帝となり、409年には正規執政官にも任命された。しかし、この妥協はコンスタンティヌスにとって転落の始まりとなった。
ホノリウスとの講和に反対したヒスパニアの軍団はマクシムスを新たな皇帝としてコンスタンティヌスから独立した。同時期に、コンスタンティヌスが無防備としていたブリタンニアにも蛮族の海賊が押し寄せ、ブリタンニアの彼の支持者たちが追放された。コンスタンティヌスはコンスタンス2世を共同皇帝に任命してヒスパニアへと派遣したが、将軍ゲロンティウスの裏切りにあって敗北し、411年に捕らえられて処刑された。
コンスタンティヌスの支配力が衰えてきたことを察知したガリアのローマ人は、ブルグント王グンダハールやアラン王ゴアらの支援をあおぎ、411年にコンスタンティヌスに代わる新たな皇帝ヨウィヌスを宣言した。
コンスタンティヌスの支持者たちはガリアの各地でヨウィヌスの支持者たちに敗北していった。手薄になったコンスタンティヌスの拠点アルルには、マクシムスの軍団がヒスパニアから押し寄せた。コンスタンティヌスはエドビカスに援軍を要請し、アルルに籠城した。
まもなくヒスパニアの軍団はコンスタンティヌスの共同皇帝ホノリウスが派遣したコンスタンティウス3世によって追い払われたが、コンスタンティウスはヒスパニアの軍団を追い払ったのちもアルルを解放することなく、そのままアルルの包囲を引き継いだ。援軍として戻ってきたエドビカスもコンスタンティウスによって殺され、ついにコンスタンティヌスも抵抗を諦めて降伏した。
コンスタンティウスはコンスタンティヌスの身の安全を約束したが、ラヴェンナへの護送中、ホノリウスの指示により一族とともに処刑された。

## 伝承
12世紀の偽史『ブリタニア列王史』でアーサー王伝説に組み込まれ、ブリテン王コンスタンティン2世として登場。コンスタンス、ヴォーティガーン、オーレリアン・アンブロジアス（アンブロシウス・アウレリアヌス）、ユーサー・ペンドラゴンの父とされており、ユーサーを通じてアーサー王の祖父になる。